# تپه شماره ۱ اسلام‌آباد
تپه شماره ۱ اسلام‌آباد مربوط به دوران پیش از تاریخ ایران باستان است و در شهرستان قزوین، بخش آبیک، کیلومتر ۱۶ جاده خاکعلی واقع شده و این اثر در تاریخ ۱۹ اسفند ۱۳۸۰ با شمارهٔ ثبت ۴۹۷۰ به‌عنوان یکی از آثار ملی ایران به ثبت رسیده است.